# Свень-Транспортна
Свень-Транспортна (рос. Свень-Транспортная) — селище в Брянському районі Брянської області Російської Федерації.
Населення становить 801 особу. Входить до складу муніципального утворення Свенське сільське поселення.

## Історія
Від 2005 року входить до складу муніципального утворення Свенське сільське поселення.

## Населення
| 2010 | 2012 | 2013 |
| ---- | ---- | ---- |
| 820  | ↘816 | ↘801 |